# Југословенска радио-телевизија
Југословенска радио-телевизија је била национални радиодифузни сервис бивше Југославије. ЈРТ је основана 12. новембра 1952. године, под називом Удружење радиостаница ФНРЈ. Појавом телевизије Удружење је 1958. године прерасло у "Југословенску радиодифузију - удружење радиодифузних установа ФНРЈ", а касније "Југословенску радио-телевизију", скраћено ЈРТ. Представљала је удружење поднационалних радио и телевизијских центара који су се налазили у свакој од република СФРЈ, а тада су се звали:
- РТВ Београд, Београд, СР Србија
- РТВ Љубљана, Љубљана, СР Словенија
- РТВ Сарајево, Сарајево, СР Босна и Херцеговина
- РТВ Скопље, Скопље, СР Македонија
- РТВ Титоград, Титоград, СР Црна Гора
- РТВ Загреб, Загреб, СР Хрватска

ЈРТ је такође обухватала и емитере из аутономних покрајина:
- РТВ Нови Сад, Нови Сад, САП Војводина
- РТВ Приштина, Приштина, САП Косово и Метохија.

ЈРТ је била једна од оснивача Европске радиодифузне уније, једина из неке социјалистичке државе од држава оснивача. ЈРТ је поред својих других активности, организовала избор за представника Југославије на Песми Евровизије — Југовизију — и емитовала оба догађаја за југословенску публику.
Током распада Југославије, многе бивше федералне јединице су се прогласиле за независне државе, уздижући некада поднационалне центре ЈРТ са седиштем у својим административним центрима на ниво националне мреже, али са промењеним називом.

## Историјат
Телевизијски програм на територији Југославије почео је са емитовањем новембра 1956. године као експериментални програм ТВ Загреб. Године 1958. 23. августа под именом Телевизија Београд, почетак је експерименталног емитовања програма ТВ Београд који је део Југословенске радио-телевизије (ЈРТ). Исте године, 11. октобра, почело је емитовање експерименталног програма ТВ Љубљана, а 28. новембра свечаном академијом поводом Дана Републике која је директно преношена из Народног позоришта у Београду Телевизијски студији у Београду, Загребу и Љубљани покрећу заједнички Југословенски експериментални телевизијски програм. Наредних неколико година експерименти су такорећи свакодневна појава. Из студија Телевизије Београд: 29. маја 1961. почела је (експериментална) послеподневна размена вести са Евровизијом; 1. јануара 1962. Дневник је продужен са 15 на 20 минута, а уведено је (експериментално) друго издање ТВ дневника (данашњи Дневник 3). Коначно, 14. маја 1966. Управни одбор ЈРТ, закључује да су се стекли и технички и програмски услови за прелазак са експерименталног на редовно емитовање ТВ програма у Југославији. На тадашњи дан, 15. маја 1966. скинута је ознака "експериментални програм" са генералног телопа који је означавао почетак дневног програма и тиме је почело емитовање редовног програма Југословенске радио-телевизије, а с тим и свих њених чланица.Када је 31. децембра 1971. покренут Други програм ТВБ-а, ново име Првог програма било је ТВБ 1.
Телевизију у боји пронашао је шкотски инжењер Џон Логи Берд 1928, године, после чега ће након деветогодишњег експериментисања бити могуће преносити ТВ слику у природним бојама. Прва демонстрација телевизије у боји у Београду, догодила се 17. новембра 1965. и трајала је од 15:00 до 16:15 часова. "Пред многим званицама и представницима штампе, радија и телевизије, на шест телевизора у боји постављених у сали Дома синдиката, примљен је пренос из телевизијског студија, приказани дијапозитиви, неколико цртаних и пет документарних филмова. Цео програм је долазио путем радио-релејне везе, из студија у Паризу, а емитовали су га предајници на Авали и Црвеном Чоту, па су гледаоци могли да прате у својим домовима, али у црно-белој техници." (Родољуб Жижић: Кроз екран свет).
Телевизијски програм у боји, почео је да се емитује на Другом програму ТВБ, свечаним преносом из новог студија у Абердаревој (Студија 3), 31. децембра 1971, затим редовним програмом од 1. јануара 1972. године.